# Dicranomyia etnurra
Dicranomyia etnurra là một loài ruồi trong họ Limoniidae. Chúng phân bố ở miền Australasia.